# Správčický písník
Správčický písník je rozsáhlá vodní plocha o rozloze 63,26 ha vzniklá po těžbě štěrkopísku ukončené koncem 20. století. Nachází se asi 0,5 km východně od centra obce Předměřice nad Labem, částečně leží i na katastrech obcí Lochenice a Rusek v okrese Hradec Králové.
Správčický písník je využíván pro rekreaci - pro jízdu na vodních lyžích nebo na motorovém člunu a vodním skútru. Je zde také dětské hřiště nebo hřiště pro plážový volejbal. Písník je využíván též jako mimopstruhový rybářský revír pro sportovní rybolov.

## Galerie

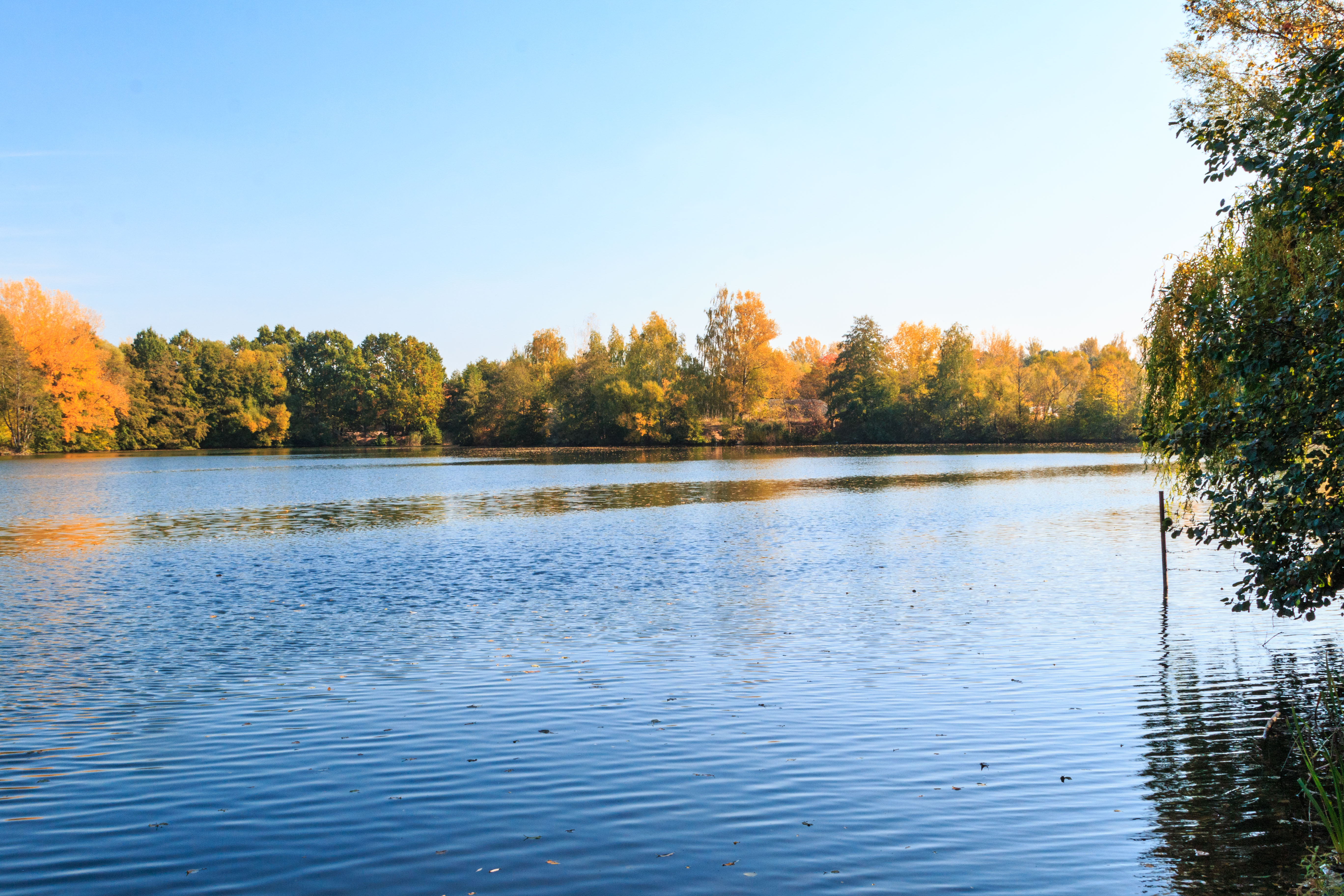
pohled na Správčický písník
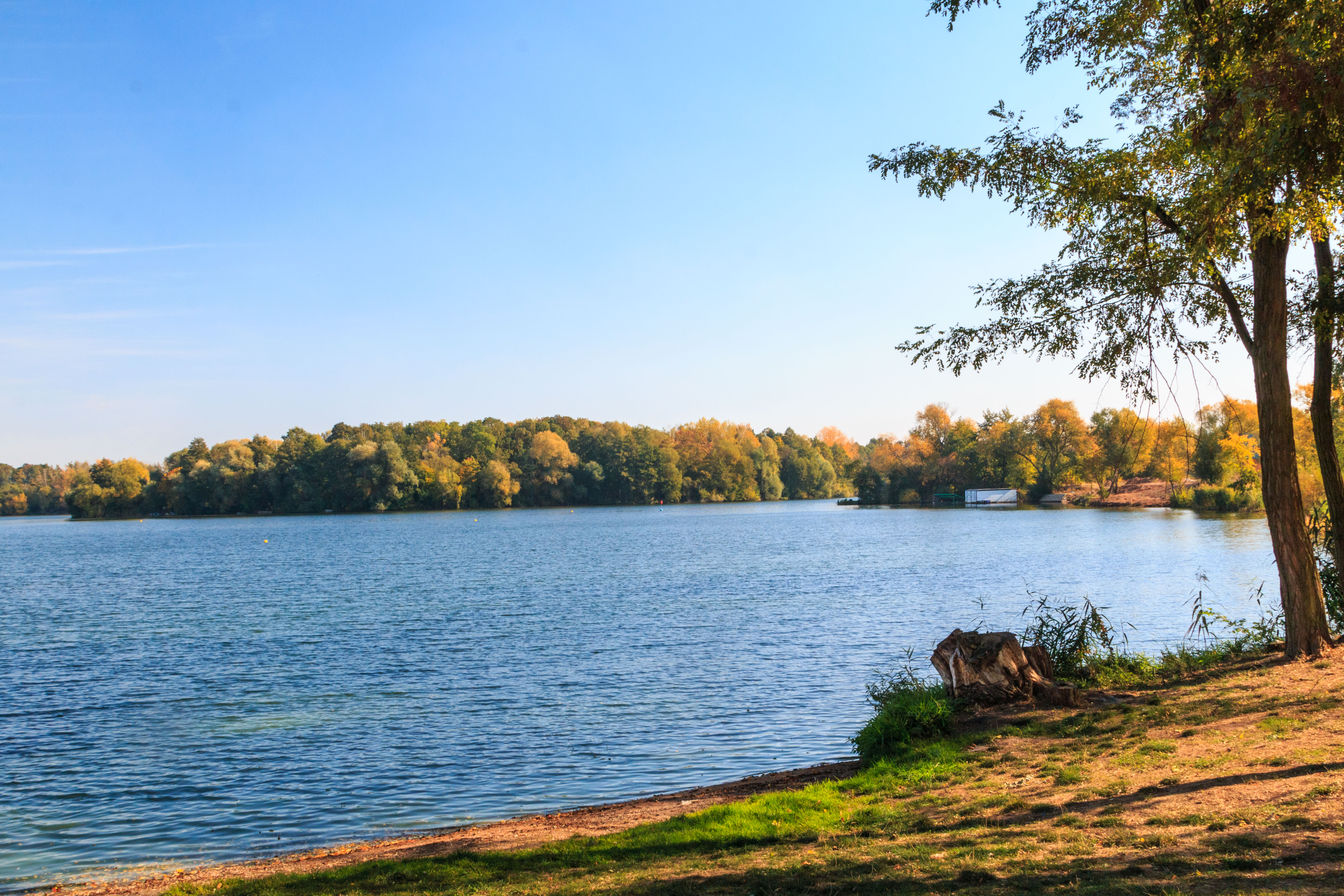
pohled na Správčický písník
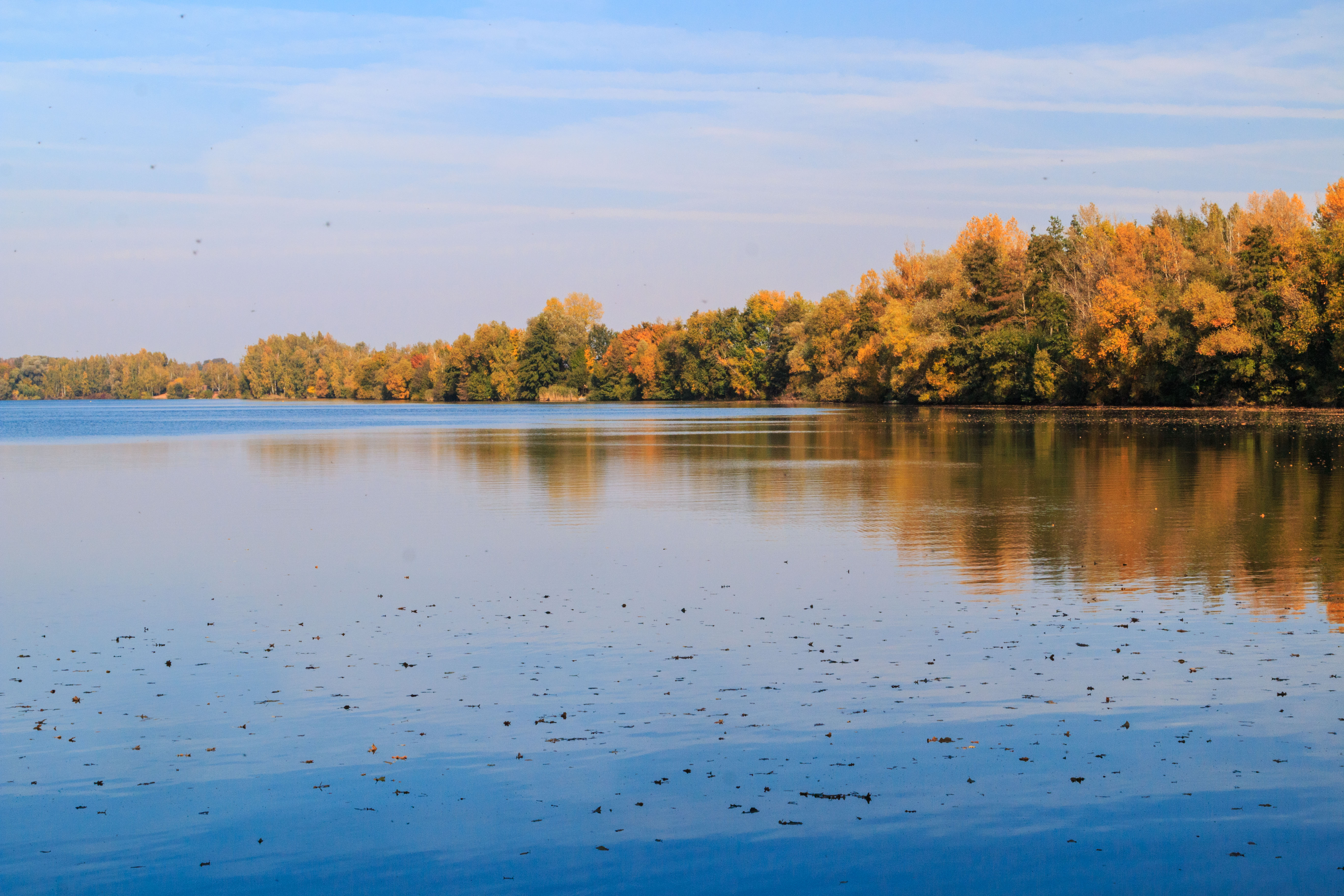
pohled na Správčický písník
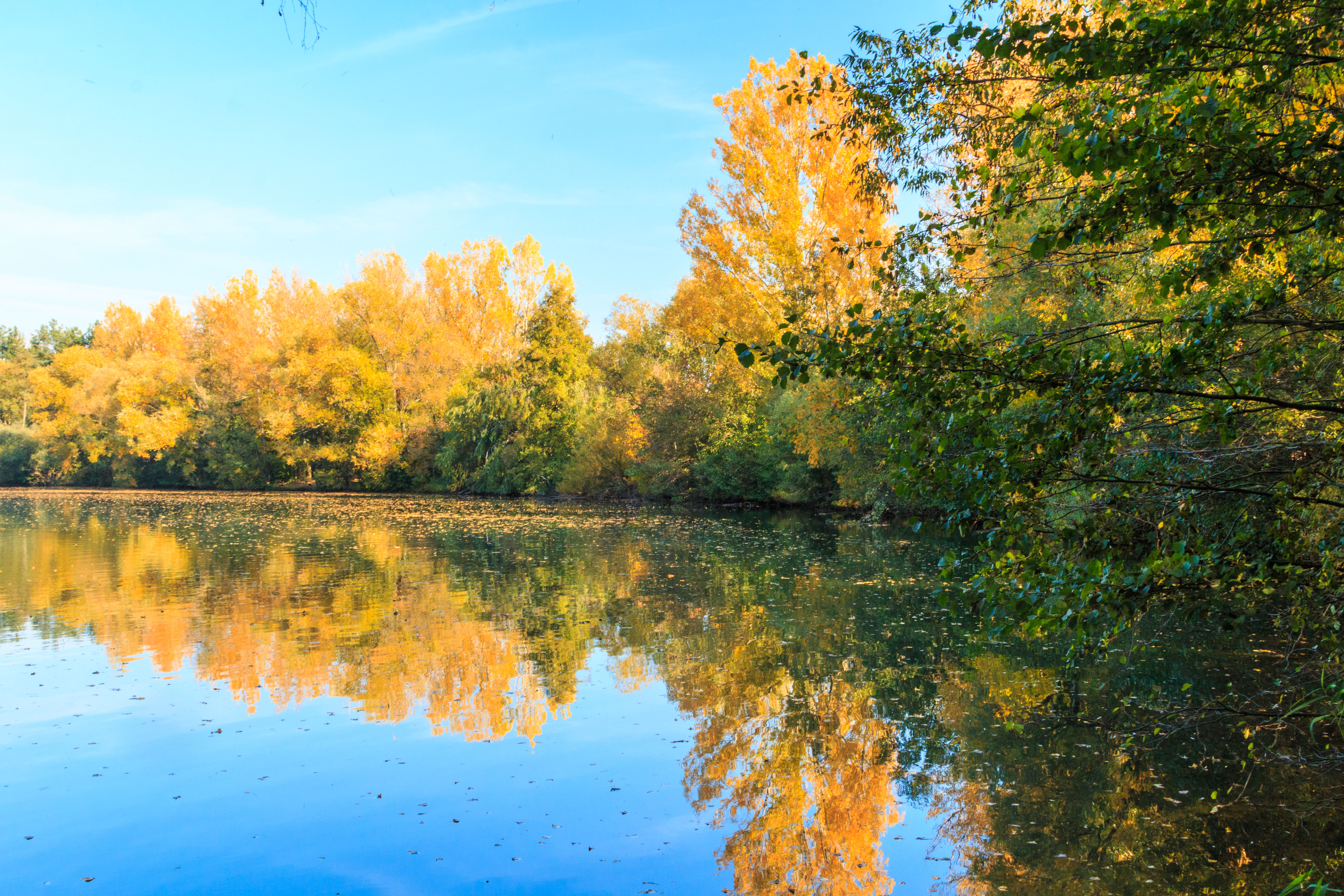
pohled na Správčický písník